# Musée Franck A. Perret
Das Musée Franck A. Perret ist ein geologisches Museum in Saint-Pierre auf der französischen Karibikinsel Martinique. Es befindet sich in der Rue Victor-Hugo und hatte im Jahre 2007 32.621 Besucher. Das Museum geht auf eine Initiative des Vulkanologen Frank A. Perret zurück, der es den Einwohnern der Stadt 1932 – mit einer Subvention von 30.000 Franc des Ministeriums für Kolonien – schenkte. Ihm zu Ehren erhielt es in späteren Jahren seinen Namen. Das Museum widmet sich ausschließlich der Geschichte Saint-Pierres in Zusammenhang mit dem verheerenden Ausbruch des nahen Vulkans Montagne Pelée 1902, der die komplette Stadt zerstörte und nahezu alle Einwohner das Leben kostete. Perrets Wunsch war es, dass das Haus sowohl erinnern als auch aufklären soll.

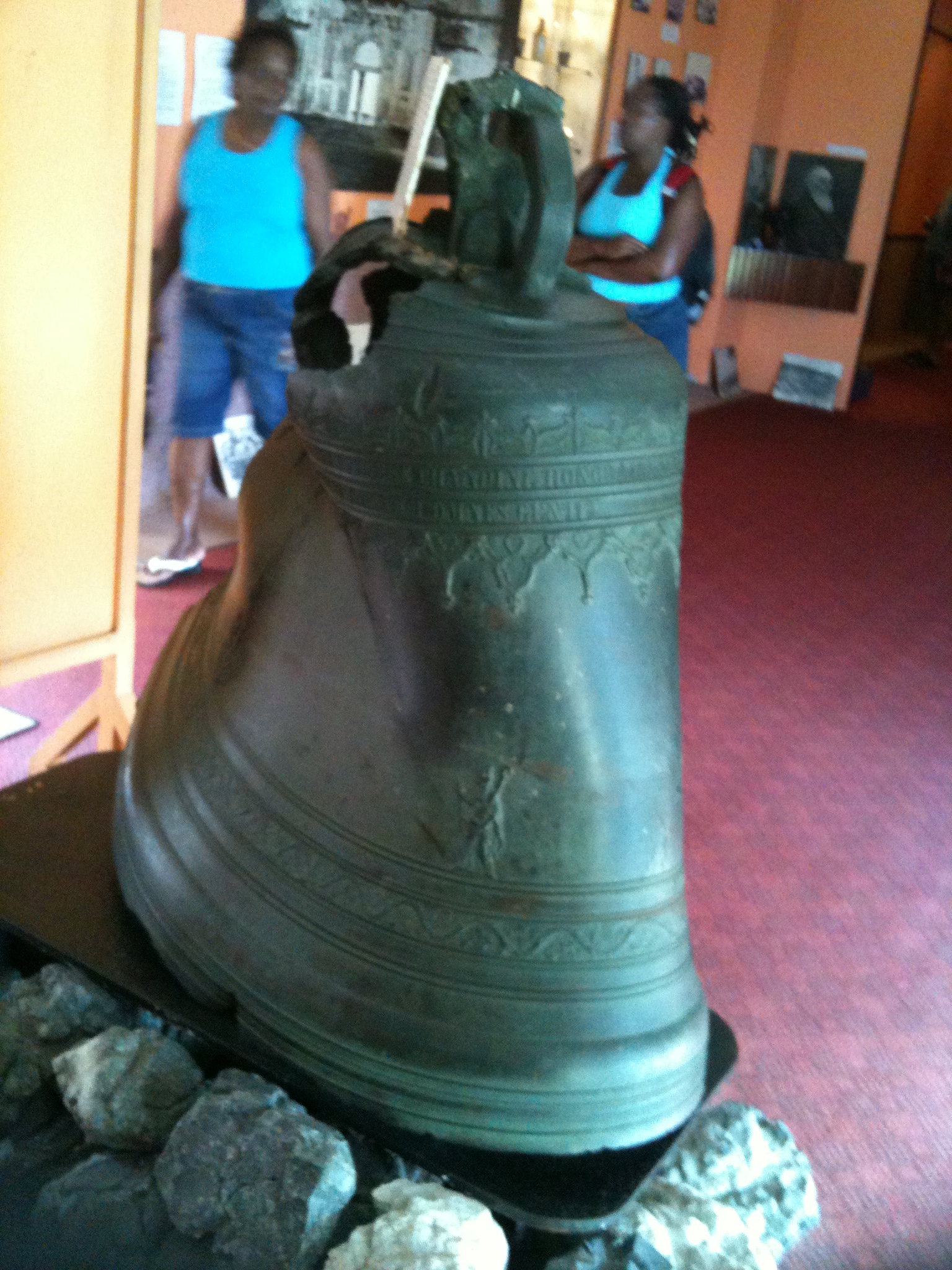
Die deformierte Kirchenglocke

Gezeigt werden die Mehrzahl der nach der Eruption aus den Trümmern geborgenen Fundstücke sowie zahlreiche Fotografien des Vulkans und andere Dokumente. Eines der wichtigsten Ausstellungsstücke ist die durch die Hitze der damaligen Glutwolke angeschmolzene Glocke der Kathedrale Notre-Dame-de-l’Assomption de Saint-Pierre.